# Єрґ Діш
Єрґ Діш (нім. Jörg Diesch, 29 вересня 1951) — німецький яхтсмен.
Олімпійський чемпіон 1976 року в класі Летючий голандець.
Чемпіон світу в класі Летючий голандець 1986 року, срібний призер 1977, 1978, 1981, 1983, 1985 років, бронзовий призер 1975, 1980 років.